# Seno sfenoidale
Scavato nel corpo dell'osso sfenoide, il seno sfenoidale ha una forma irregolarmente cubica. La parete mediale è la continuazione naturale del setto nasale, la parete superiore accoglie l'ipofisi, all'interno della sella turcica, il chiasma ottico e le arterie cerebrali anteriori. La parete laterale prende contatto con il seno cavernoso, con il canale oftalmico a livello della porzione orbitaria: quando il seno è particolarmente sviluppato tale parete partecipa alla costituzione del tetto e della fossa pterigomascellare. Anche la posizione della parete posteriore dipende dalla grandezza del seno, collocata a livello del processo basilare e a contatto con la loggia cerebellare qualora il seno raggiunga dimensioni elevate. La parete inferiore partecipa alla costituzione della volta faringea per la porzione posteriore e di quella nasale per la parte anteriore. Il seno sfenoidale è rivestito da mucosa faringea con formazioni linfoidi. La parete anteriore è costituita da una parte etmoidale, alta circa un centimetro lunga cinque millimetri, separata da un sottile setto osseo dalle cellule etmoidali posteriori, e una nasale che va a costituire la porzione posteriore della volta nasale. A questo livello, nel recesso sfenoetmoidale, si apre l'orifizio di sbocco del seno: ha una lunghezza di due millimetri e un'altezza di tre, l'inclinazione è tale per cui le secrezioni sfenoidali drenano nel rinofaringe e non nella fossa nasale. Il seno sfenoidale è irrorato dal ramo interno dell'arteria sfenopalatina da cui stacca un ramo che penetra nell'ostio del seno, altre arterie che vi giungono sono la vidiana e la pterigopalatina. Nel caso l'osso incorra in uno sviluppo anormale, può entrare in contatto con strutture quali il canale ottico, il foro rotondo e il canale pterigoideo: se i canali si fanno particolarmente sporgenti il nervo oftalmico, ottico e pterigoideo potrebbero risentire di eventuali infezioni. 

## Patologia del seno
La sua posizione nella profondità del basicranio crea le condizioni di rischio di eventuali complicazioni endocraniche in seguito a processi flogistici o a neoplasie che interessano il seno stesso. 

## Galleria d'immagini

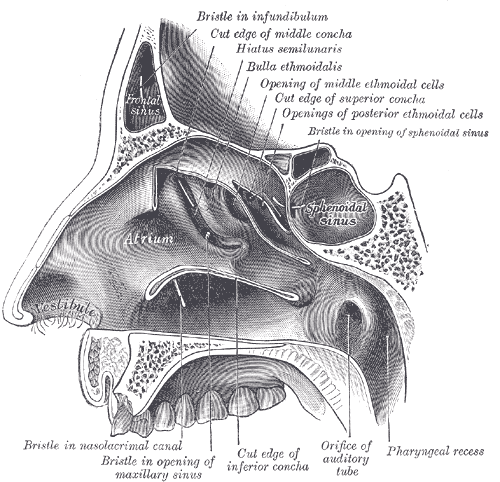
Visione laterale delle cavità nasali, le tre conche nasali sono state rimosse
Seni paranasali.
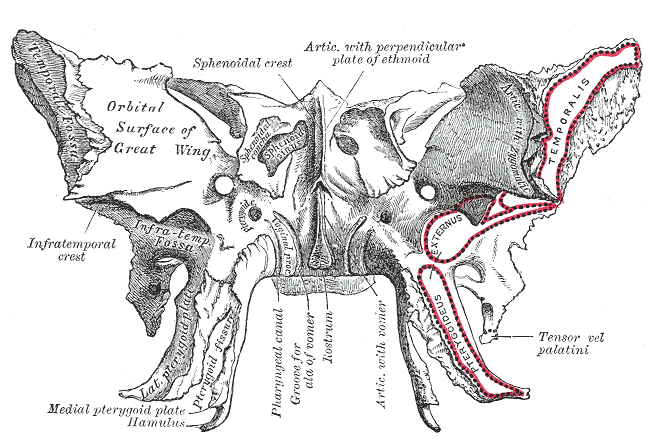
Osso sfenoide, superfici anteriore e inferiore.
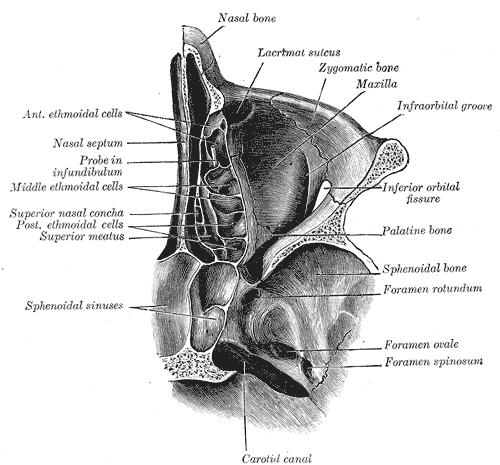
Sezione orizzontale delle cavità nasali e orbitaria.